# Flatoidinus spinosus
Flatoidinus spinosus är en insektsart som beskrevs av Caldwell och Martorell 1951. Flatoidinus spinosus ingår i släktet Flatoidinus och familjen Flatidae. Utöver nominatformen finns också underarten F. s. apicatus.